# Awaous aeneofuscus

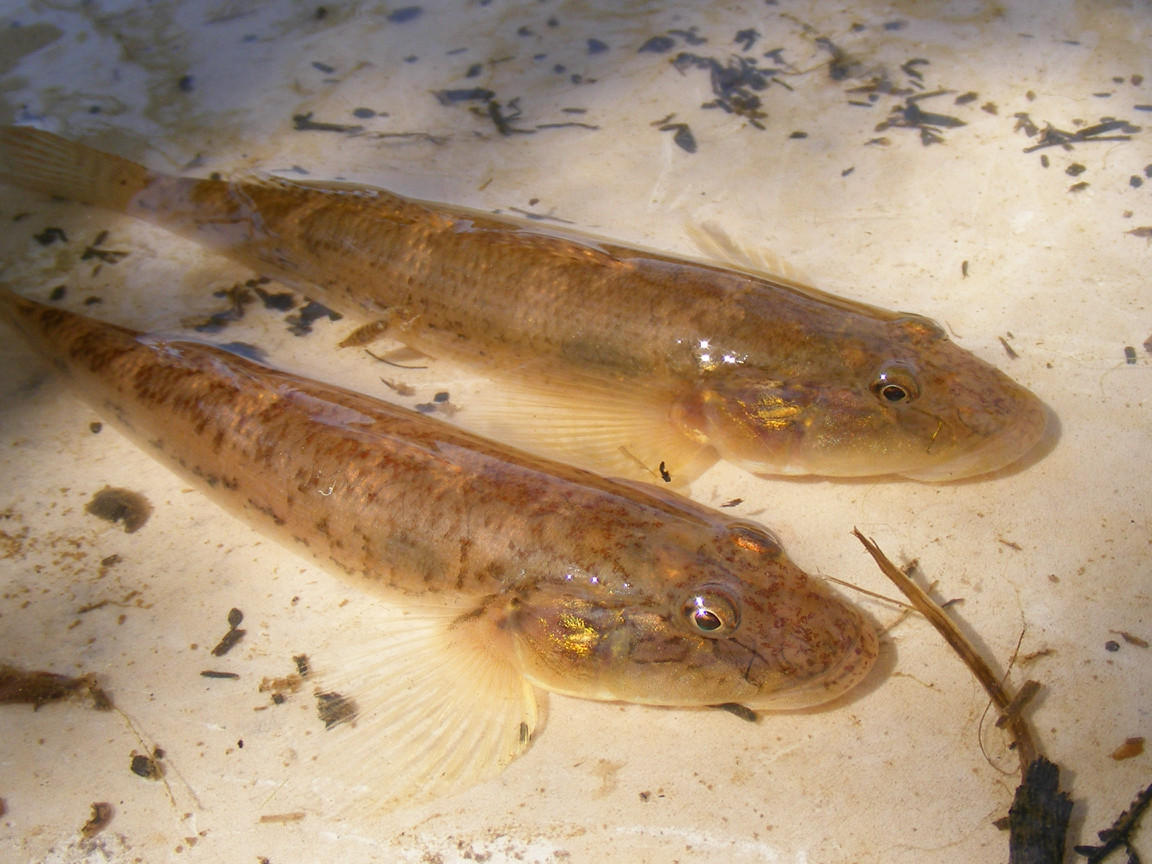
Imatge de dos espècimens de Awaous aeneofuscus.

Awaous aeneofuscus és una espècie de peix de la família dels gòbids i de l'ordre dels perciformes.

## Morfologia
Els mascles poden assolir els 26 cm de longitud total.

## Distribució geogràfica
Es troba als rius costaners de l'Àfrica oriental fins a Algoa Bay. També és present a Madagascar i al Golf d'Aden, incloent-hi Somàlia, Djibouti i el sud-est d'Etiòpia.